# Tapassanda
Tapassanda (o anche Tappasanda) era un'antica città in Anatolia, capoluogo di un governatorato dell'Impero ittita.